# MAGIC AND THE WAR OF THE DRAGONS 〜魔法戦士と竜の騎士団〜
『MAGIC AND THE WAR OF THE DRAGONS 〜魔法戦士と竜の騎士団〜』（マジック・アンド・ザ・ウォー・オブ・ザ・ドラゴンズ まほうせんしとりゅうのきしだん、英題: Merlin and the War of the Dragons）は、2008年11月25日よりアメリカ合衆国で公開されたファンタジー・ホラー映画。
アーサー王の王国が前の世界を舞台にして、若き時代の魔術師・マーリンと悪の魔術師団のドラゴンを退治の物語が話題になった。監督はマーク・アトキンスが担当、主演はユルゲン・プロフノウとサイモン・ロイド・ロバーツが担当。日本では2009年4月3日にテレビ東京からDVDが発売された。

## キャスト
| 役名                 | 俳優                       | 日本語吹き替え |
| -------------------- | -------------------------- | -------------- |
| 魔術師               | ユルゲン・プロフノウ       | 中村浩太郎     |
| マーリン             | サイモン・ロイド・ロバーツ | 山中真尋       |
| ヴェンディジャー     | ジョセフ・ステイシー       | 桑原敬一       |
| ユーサー             | ディラン・ジョーンズ       | 芦沢孝臣       |
| イグレイン           | イオナ・ソンガー           | 雨谷和砂       |
| ヘンギスト           | イアゴ・マクガイア         | 一ノ渡宏昭     |
| ニミュエ             | ニア・アン                 |                |
| グウィネス           | セリ・ボストック           |                |
| ヴィヴィアン         | カレズ・エレリ             |                |
| ヴォーティガン       | ヘフィン・ウィン           |                |
| 日本語版制作スタッフ |                            |                |
| 字幕翻訳             | 字幕翻訳                   | 村上由美子     |
| 吹替翻訳             | 吹替翻訳                   | 渡部亜紀       |

## スタッフ
- 監督：マーク・アトキンス
- 脚本：ジョン・メイシー
- プロデューサー：ポール・ベイルズ、デヴィッド・マイケル・ラット、デヴィッド・リマゥイー
- 撮影監督：マーク・アトキンス
- 編集：マーク・アトキンス
- アートディレクション：メラニー・ライト
- 音楽：クリス・ライデンハウア